# Date with the Angels
Date with the Angels è una serie televisiva statunitense in 33 episodi trasmessi per la prima volta nel corso di 2 stagioni dal 1957 al 1958.
È una sitcom ambientata a Los Angeles e incentrata sulle vicende della coppia di coniugi formata da Vicki Angel e da suo marito, il venditore di assicurazioni Gus.

## Personaggi e interpreti

### Personaggi principali
- Vickie Angel (33 episodi, 1957-1958), interpretata da	Betty White.
- Gus Angel (33 episodi, 1957-1958), interpretato da	Bill Williams.

### Personaggi secondari
- Wilma Clemson (9 episodi, 1957-1958), interpretata da Natalie Masters.
- George Clemson (8 episodi, 1957-1958), interpretato da Roy Engel.
- Cassie Murphy (8 episodi, 1957-1958), interpretata da Maudie Prickett.
- Murphy (7 episodi, 1957-1958), interpretato da Richard Reeves.
- Mr. Finley (7 episodi, 1957-1958), interpretato da Burt Mustin.
- Roger Finley (6 episodi, 1957-1958), interpretato da Richard Deacon.
- Carl (4 episodi, 1957-1958), interpretato da George N. Neise.
- Se stesso - Annunciatore (4 episodi, 1957), interpretato da Tom Kennedy.
- Dolly (4 episodi, 1957), interpretata da Nancy Kulp.
- Wheeler (3 episodi, 1957-1958), interpretato da Jimmy Boyd.
- Mr. Wallace (2 episodi, 1957), interpretato da Hanley Stafford.
- Olivia Gordon (2 episodi, 1957), interpretata da Loie Bridge.
- Dottor Franklin P. Gordon (2 episodi, 1957-1958), interpretato da Gage Clarke.
- Miss Wakefield (2 episodi, 1957), interpretata da Hope Summers.

## Produzione
La serie fu prodotta da Don Fedderson per la American Broadcasting Company tramite la Don Fedderson Productions e la SilverStone Films e girata nei Paramount Studios e nei Ren-Mar Studios  a Los Angeles in California. Le musiche furono composte da Frank De Vol.

### Registi
Tra i registi sono accreditati:
- James V. Kern in 18 episodi (1957-1958)

### Sceneggiatori
Tra gli sceneggiatori sono accreditati:
- George Tibbles in 18 episodi (1957-1958)
- Bill Kelsay in 16 episodi (1957-1958)
- Fran Van Hartsveldt in 16 episodi (1957-1958)

## Distribuzione
La serie fu trasmessa negli Stati Uniti dal 10 maggio 1957 al 29 gennaio 1958  sulla rete televisiva ABC.

## Episodi
| Stagione         | Episodi | Prima TV USA |
| ---------------- | ------- | ------------ |
| Prima stagione   | 12      | 1957         |
| Seconda stagione | 21      | 1957-1958    |